# Tiedemannia canbyi
Tiedemannia canbyi är en växtart i släktet Tiedemannia och familjen flockblommiga växter.  Den beskrevs av John Merle Coulter och Joseph Nelson Rose, och fick sitt nu gällande namn av Mary Ann E. Feist och Stephen R. Downie. Arten fördes tidigare till släktet Oxypolis.

## Utbredning
Arten förekommer i östra USA; i Georgia, Maryland, North Carolina och South Carolina. Den är utdöd i Delaware.